# ディアウロス走

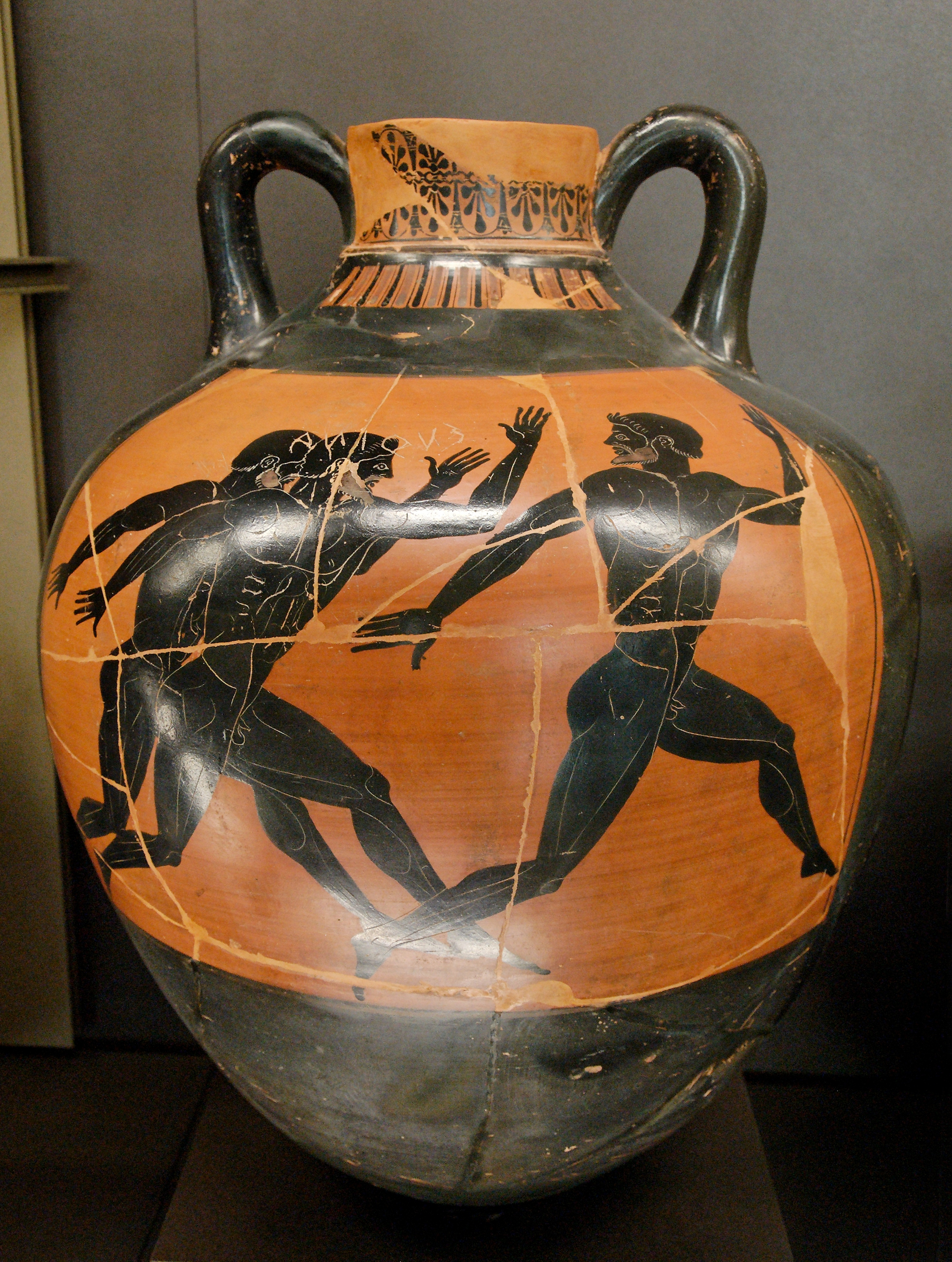
ディアウロス走が描かれた壺

ディアウロス走（ディアウロスそう、diaulos）は古代ギリシアで行われた陸上競技の
1つで中距離走をいう。古代オリンピックにおいては第14回大会（紀元前724年）から、ピュティア大祭では紀元前586年から実施された。
古代ギリシアの競技場は1スタディオンの距離の直線コースからなっていたが、この競技場の細長く伸びた形がアウロスと呼ばれていた。ディアウロス走で選手たちは折り返し点を回って往復することで計2スタディアを走ったことから、「2つのアウロス（スタディオン）」の意味でディアウロスと名付けられたとされている。また、楽器のアウロスにちなむとする説もある。
パウサニアスによれば、古代オリンピックにおける最初のディアウロス走の優勝者はピサのヒュペノスである。

## 註
1. ↑  フェレンス・メゾー（大島鎌吉訳）「古代オリンピックの歴史」、ベースボール・マガジン社、1973年、pp. 92-93.
2. ↑  「スタディア」は「スタディオン」の複数形である。
3. ↑  ジュディス・スワドリング（穂積八洲雄訳）「古代オリンピック」、NHK出版、1994年、p. 60.
4. ↑  パウサニアス（飯尾都人訳）「ギリシア記」、龍溪書舎、1991年、p. 329.